# Ranunculus lowii
Ranunculus lowii är en ranunkelväxtart som beskrevs av Otto Stapf. Ranunculus lowii ingår i släktet ranunkler, och familjen ranunkelväxter. Inga underarter finns listade i Catalogue of Life.